# Mammola (Italia)
Mammola (Màmmula in calabrese) è un comune italiano di 2 380 abitanti della città metropolitana di Reggio Calabria in Calabria, posto sul versante ionico della Calabria, tra l'Aspromonte e le Serre calabresi.
Paese di origini contadine, aveva una sussistenza basata sull'allevamento di bestiame, sui prodotti correlati e sull'agricoltura. Nel dopoguerra c'è stata una massiccia emigrazione verso le città del Nord Italia, ma anche all'estero, in particolare verso Canada, Stati Uniti d'America, Argentina, Australia, Francia, Belgio e Lussemburgo.

## Geografia fisica
Il capoluogo è arroccato sulle falde di una catena montuosa, contrafforte del Monte Limina (Parco nazionale dell'Aspromonte) e del Monte Seduto (Catena delle Serre).
Il vasto territorio, 4° Comune per superficie più grande della Città Metropolitana di Reggio Calabria, è molto ricco di corsi d'acqua, testimonianza della presenza di fiumi e affluenti, tra i più importanti sono il fiume Torbido, il suo affluente Chiaro e le fiumare Neblà e Zarapotamo, usati anche per impianti di irrigazione di tutta la Vallata del Torbido, da Mammola fino a Marina di Gioiosa Jonica. Sono presenti anche sorgenti di acqua oligominerale, che alimentano gli abitanti del territorio e dei paesi vicini.

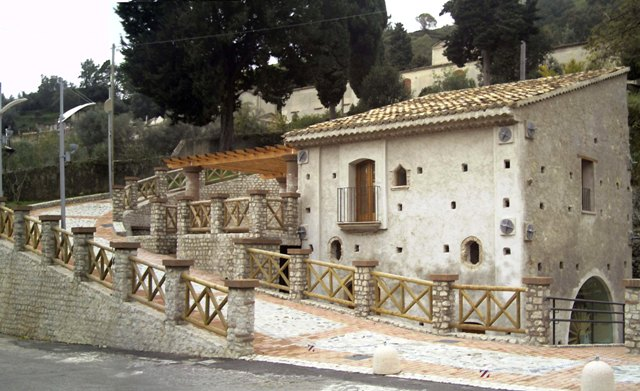
Porta d'Accesso e Centro Visita del Parco nazionale dell'Aspromonte.

- Fa parte della Comunità Montana della "Limina", con sede in Mammola.
- Parte del suo territorio, con il caratteristico Borgo medievale ricadono nel Parco nazionale dell'Aspromonte, del quale è Porta d'Accesso e Centro Visita.
- È compresa nel Circondario della Locride.

## Origini del nome
Il toponimo Mammola appare per la prima volta tra il XI e il XII secolo, in un documento che faceva parte dei beni del monastero di San Fantino. Inoltre, nel 1232, in un altro documento, si parla di un certo Rogerius de Mammula.

## Storia
Le origini di Mammola risalgono al IV–V sec. a.C.: l'insediamento sorse sulle rovine di Malèa (Μαλέα in greco antico), colonia greco-locrese ricordata da Tucidide. Ai piedi scorre il fiume Chiaro, affluente del fiume Torbido. Nei pressi di quest'ultimo, un tempo detto Sagra, si sarebbe svolta nel VI secolo a.C. la cosiddetta battaglia della Sagra che vide i crotoniati sconfitti dai locresi alleati con i reggini.
Il nucleo di Mammola si sviluppò ulteriormente alla fine del X secolo d.C. Tra il 950 e il 986 sorse infatti un villaggio stabile, abitato dalle popolazioni che avevano abbandonato il litorale ionico per sfuggire alle incursioni saracene. Nel corso degli anni i monasteri divennero centro spirituale e di cultura. I monaci si dedicavano alla miniatura, al mosaico, all'innografia, allo studio degli antichi testi e delle scienze. Nello scriptorium, luogo destinato alla copiatura a mano, venivano trascritti codici, testi e trattati.
Mammola nel periodo feudale è appartenente a diverse famiglie: Giovanni Ruffo, Ruggero di Lauria, Anselmo Sabrasio, Raimondo del Prato, De Luna, Caracciolo di Gerace, Correale da Sorrento, Famiglia Carafa, nel 1540 il paese divenne capoluogo di Baronia allargando il suo territorio con Agnana. Successivamente passa alle dipendenze dei Gagliego, dei Loffredo, dei Ruffo, dei Pazzi, dei d'Aragona d'Ayerbe, dei Joppolo, di nuovo agli Spina, ai Barreca, ai del Pozzo e infine alla famiglia dei De Gregorio che la detennero fino al 1806, anno della soppressione del feudalesimo. I Del Pozzo, nobili di origine siciliana, contribuirono al governo del centro con 8 sindaci nell'arco di tempo dal 1718 al 1915, con Nicodemo Maria Del Pozzo che mantenne la carica per più di 20 anni, dal 1871 al 1895.
- 1718-… Giovanni Del Pozzo Senior
- 1828 Giovanni Del Pozzo Junior
- 1830-47 Giovanni Del Pozzo Junior
- 1851-52 Giuseppe Maria Del Pozzo - latinista
- 1852-59 Domenico Francesco Del Pozzo
- 1860-65 Nicola Antonio Del Pozzo Senior
- 1871-95 Nicodemo Maria Del Pozzo
- 1908-15 Nicola Antonio Del Pozzo Junior

Dopo l'unità d'Italia, le difficili condizioni economiche e sociali incisero profondamente sul vivere della comunità dando luogo a fenomeni di rivolta popolare e di brigantaggio. Cominciò l'emigrazione durata sino alla fine del XX secolo, dimezzando la popolazione.

### Simboli
Lo stemma è stato riconosciuto con DPCM del 7 luglio 1959.
Il gonfalone, concesso con DPR del 26 agosto 1959, è un drappo di giallo.

## Monumenti e luoghi d'interesse

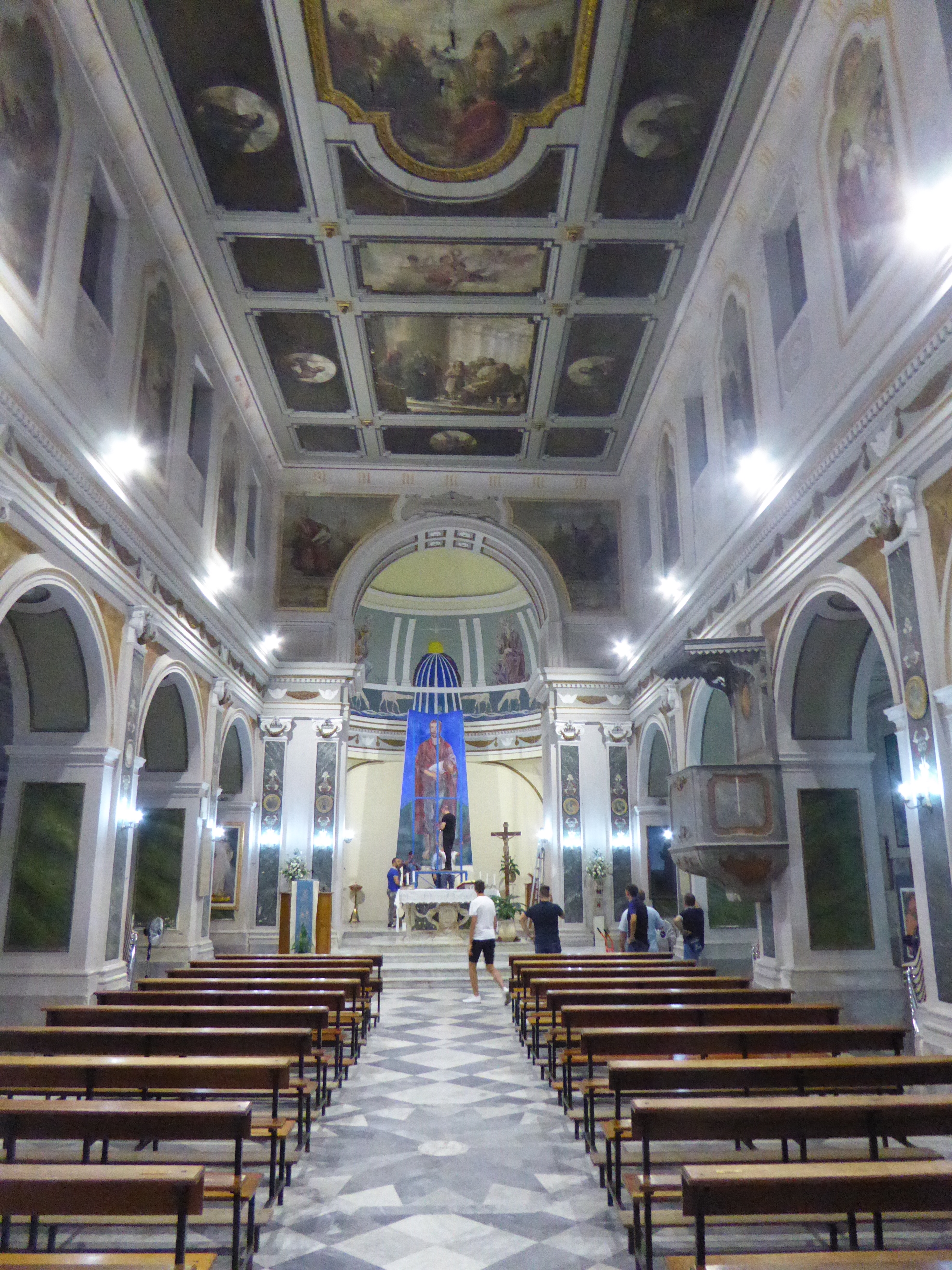
Interno della chiesa matrice di Mammola (agosto 2019)

Diverse sono le testimonianze dell'antica storia di Mammola: la necropoli indigena a Monte Scifo, quella greco-romana a Santa Barbara, ellenica a Buccafurri e le grotte del Brigante, del Palombaro e della Turri.
Famosa la battaglia avvenuta sul greto del fiume Sagra (oggi Torbido) VI secolo a.C., dove i Locresi alleati con i Reggini sconfissero i forti Crotoniati.
Anticamente, quando non era ancora in uso la toponomastica, le vie ed i rioni del paese erano indicati con denominazioni di origine ebrea, araba e greca: Certò, Begna, Hfamurra, Buveri, Fana, Mammuleju, Ponzo, Cuccianni, Cundutteiu, Gellario, Gruttu, che ancora persistono.

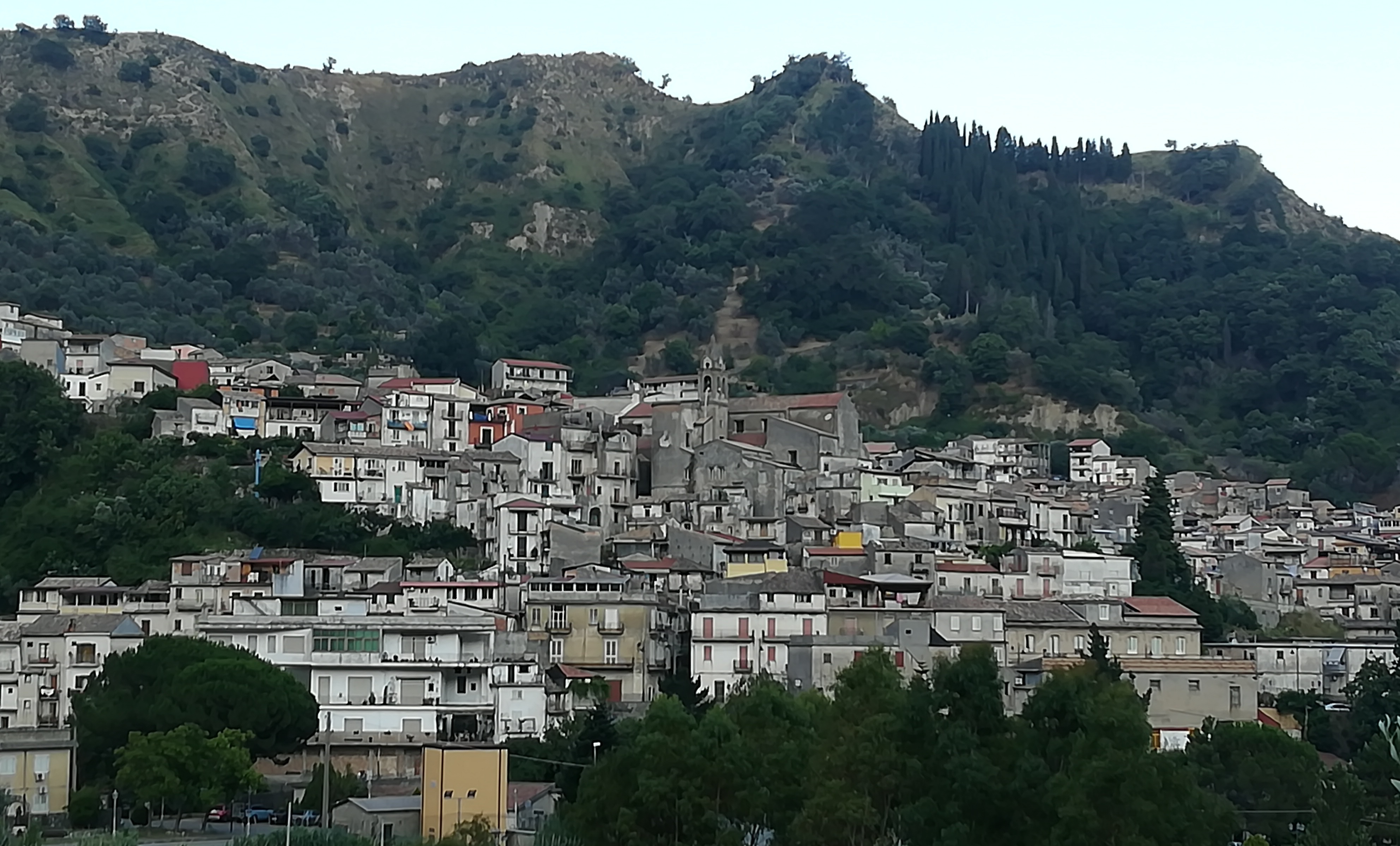
Scorcio Chiesa Matrice

Il paese conserva il caratteristico borgo medievale contraddistinto da abitazioni una attaccata all'altra e strette viuzze raccolte attorno a numerose piazzette. I palazzi (De Gregorio, Guerrisi, Ferrari risalente all'epoca feudale, Del Pozzo, Florimo, Spina, Piccolo, a “Gellario” dei Barillaro di epoca più recente), edificati dal XV secolo in poi, riprendono lo stile architettonico che va dal classico al barocco. La Casa Tarantino è risalente al XIV secolo.

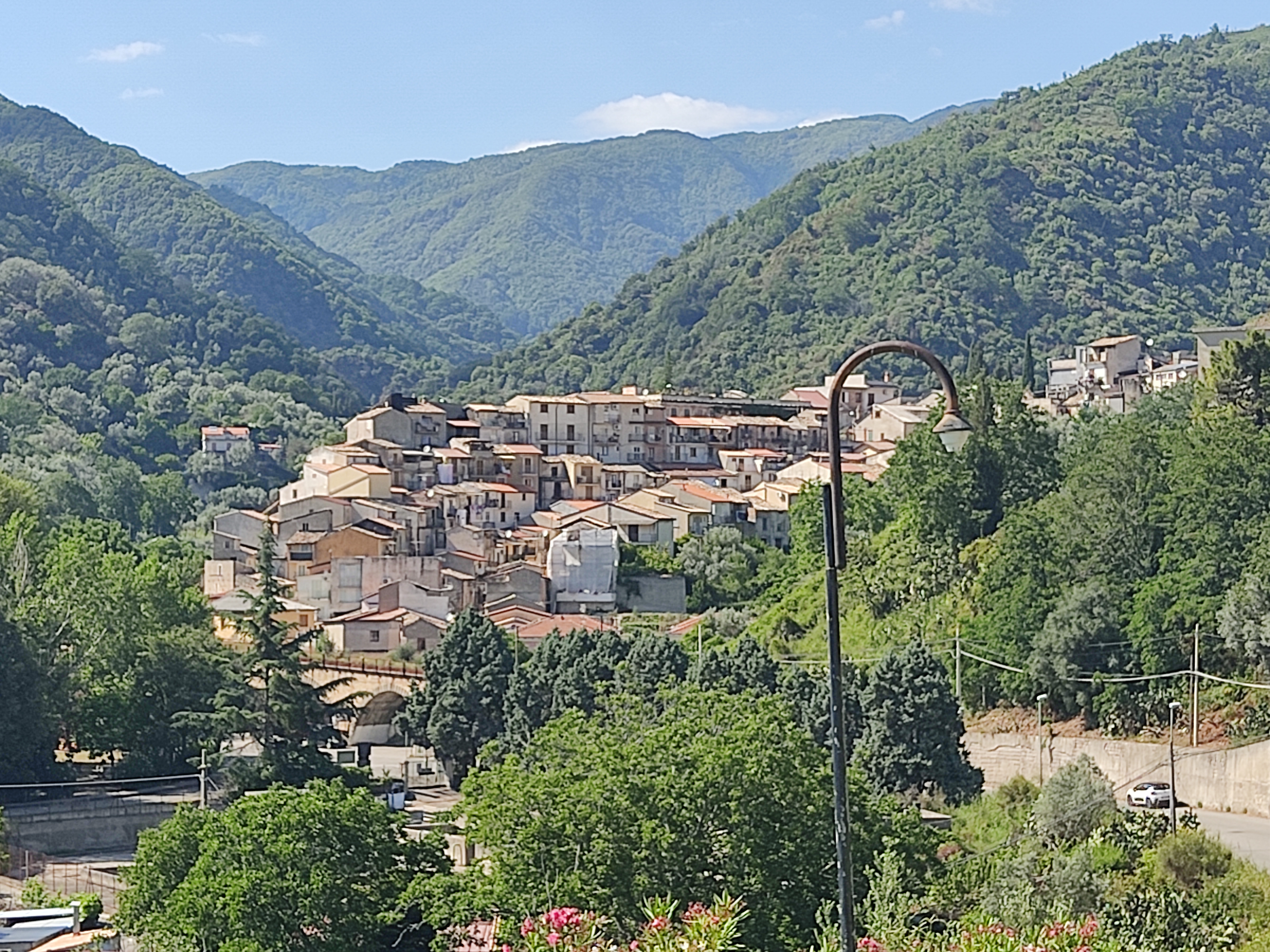
Scorcio Cuccianni

Vi sono poi edifici religiosi: la Matrice (XII secolo) a tre navate, la cinquecentesca chiesa della SS. Annunziata, quella della Madonna del Carmine e di San Filippo Neri (XVI secolo).
La chiesa matrice è intitolata a San Nicola di Bari, nella cui cappella sono conservatele reliquie di san Nicodemo A.B., patrono della città. A san Nicodemo alla Limina è intitolato invece il Santuario, luogo dove visse il Santo; il santuario si trova nel Parco nazionale dell'Aspromonte.
Le altre chiese sono quelle della Madonna del Carmine, dell'Annunziata, di San Giuseppe, di San Filippo Neri, la Grancia Basiliana di San Biagio, la chiesa dell'Assunta al Villaggio Limina, la chiesa di Reito nelle frazioni e l'antico monastero di Santa Barbara, ristrutturato in parte a Parco Museo Santa Barbara. Di recente costituzione anche il Museo famiglia Del Pozzo.
- Chiesa Matrice di San Nicola di Bari
- Chiesa della SS. Annunziata
- Chiesa della Madonna del Carmine
- Chiesa di San Filippo Neri
- Chiesa di San Giuseppe
- Grancia Basiliana di San Biagio
- Santuario di san Nicodemo alla Limina
- Chiesa dell'Assunta (Villaggio Limina)
- Chiesa di Reito (Frazione Reito)

### Santuario di San Nicodemo

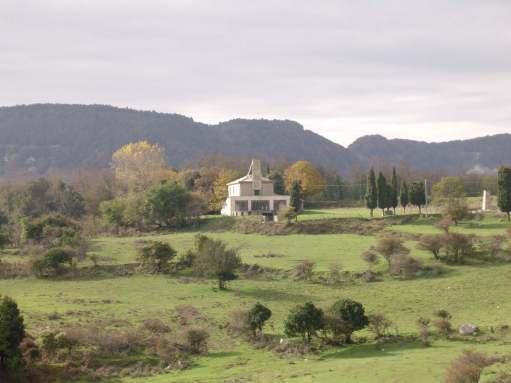
Santuario di San Nicodemo

Il santuario di San Nicodemo si trova sull'altopiano della Limina, territorio del Parco nazionale dell'Aspromonte, ed è il luogo dove san Nicodemo Abate Basiliano, ha vissuto nel X secolo, insieme con altri monaci.

### Parco museo Santa Barbara

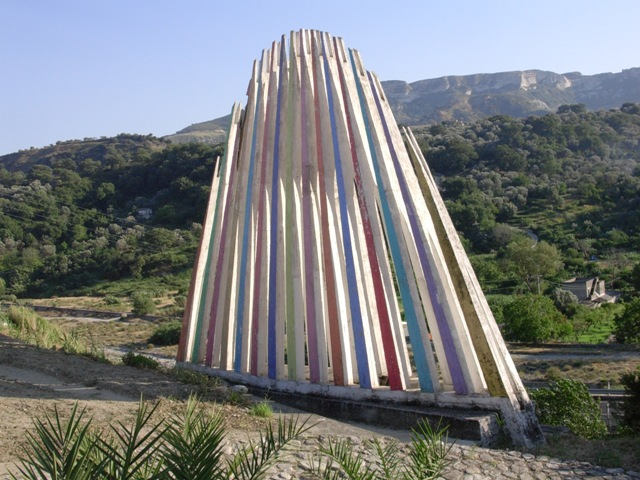
Parco museo Santa Barbara, scultura

Il Parco museo Santa Barbara è un museo privato di arte moderna e contemporanea fondato dall'artista Nik Spatari su un antico monastero basiliano.

### Palazzi nobiliari
I numerosi Palazzi, costruiti dal XIV al XVII secolo, alcuni nel corso degli anni ebbero diverse modifiche, sono testimonianza di dimora delle famiglie nobili del tempo, quando Mammola era uno dei centri più importanti della Calabria e sede di Circondario: 
- Palazzo Municipale ex-Gagliardi, Via Dante
- Palazzo Del Pozzo, Via Dante
- Palazzo De Gregorio, Via Dante
- Casa Tarantino, Piazza del Parlamento
- Palazzo Florimo, Via Dante
- Palazzo Ferrari o del Feudatario, Via Cirillo
- Palazzo Spina, Largo Pace
- Palazzo Piccolo, Via Dante
- Palazzo Guerrisi, Via Giovanni Pascoli
- Palazzo Del Pozzo,  Largo Machiavelli
- Palazzo Barillaro, Via O. Zavaglia
- Palazzo Barillaro, Località Scinà
- Palazzo Barillaro, Località Scala

### Aree naturali
Il vasto territorio comunale ricade nel Parco nazionale dell’Aspromonte e nella catena delle Serre Calabre ed è attraversato da una rete di sentieri, alcuni dei quali adatti all'escursionismo a cavallo e in bicicletta.
Il territorio di Mammola è meta di escursionisti. I sentieri più importanti sono:
- Sentiero dei Greci, sentiero naturalistico e panoramico, anticamente era utilizzato dai locresi della Magna Grecia come via di comunicazione per raggiungere il mare Tirreno, le colonie di Medma (oggi Rosarno) e Ipponion (oggi Vibo Valentia). Il ripido e scosceso sentiero è percorso, come ex-voto, da devoti di San Nicodemo, che a piedi raggiungono il Santuario sul Monte Kellerana. In particolare i venerdì di luglio e agosto di ogni anno sono tradizionali i pellegrinaggi a piedi al Santuario di San Nicodemo. L'antico sentiero è segnalato dal CAI con il numero 212.
- Cascata di Salino, percorso naturalistico caratterizzato dalla presenza di grandi massi granitici e ontani che ombreggiano le acque. Si può risalire il torrente camminando sul bordo dell'alveo o in mezzo all'acqua. Dopo l'ultima ansa appare la cascata, scorrendo tra gole di roccia ferrosa precipita con due salti dall'alto. Il torrente “Salino”, affluente del fiume Torbido, nasce dal monte Limina nel Parco nazionale dell'Aspromonte.
- Monte Sant'Elia (746 m), si attraversa il Fiume Torbido, si segue la pista di Coraca-Castania costeggiata da uliveti e castagneti secolari. Arrivati in contrada Cerasara, con una pista e poi un sentiero si arriva in cima al Monte, dove si può ammirare una veduta panoramica, in particolare della catena montuosa dell'Aspromonte e delle Serre.
- Rifugio Montano-Monte Seduto, il percorso segue una pista sterrata, attraversa ampi faggeti e pinete, costeggia il laghetto Marzanello, passando per il Monte Cresta fino a raggiungere la vetta più alta del Comune Monte Seduto (mt. 1143). Per un tratto si percorre il "Sentiero Italia". Dopo si segue lo “stradone” che porta al Rifugio Montano. In questa zona sono presenti varie specie di funghi (porcini, rositi, ovuli, galletti). Il sentiero anticamente era una mulattiera importante per raggiungere Serra San Bruno e Pizzo sul Tirreno, presso il cui porto arrivavano le navi che importavano il merluzzo secco (lo “stocco”), che per questa via poi veniva portato a dorso di mulo a Mammola. La vecchia mulattiera in direzione Passo Limina-Passo Croceferrata è stata trasformata in una arteria chiamata “Strada di Cresta”.
- Monte Scifo e Borgo Chiusa, arrivati alla rotonda della Chiusa si prosegue a piedi verso il Borgo Chiusa, caratteristico borgo rurale. Si imbocca la pista Tripitita che arriva alla frazione di Aspalmo. Lungo la strada alcuni sentieri portano sul Monte Scifo, salendo la pendice della montagna si giunge in cima. Il panorama è sulla costa jonica reggina, visto che il Monte è la massima altura affacciata al mare.
- Altri sentieri: miniera Macariace-Marvelli-Monte Limina-San Nicodemo; Dai Piani della Limina al Santuario di San Nicodemo; Fiume Chiaro-Villaggio Limina; Fiume Chiaro-Corvo-Papuzzi; Fiumara Neblà-Valle Spana - Rifugio Montano; Rifugio Montano-Casermetta Vardaro; Passo delle Due Strade-Acquafredda-C/da Seduto-Laghetto Marzanello; Torre Cardito o Cardeto.

I sentieri di rilevanza nazionale che attraversano il territorio sono:
- Sentiero Italia - Club Alpino Italiano - tappa N° 54: dal Passo del Mercante al Passo della Limina e la tappa N° 55: dal Passo della Limina a Mongiana.
- Sentiero del brigante - G.E.A. - tappa nº 4: dal Passo del Mercante al Passo della Limina e la  tappa nº 5: dal Passo della Limina a Croce Ferrata. Il sentiero del Brigante collega Gambarie di S. Stefano in Aspromonte a Serra San Bruno e Stilo
- Il passo della Limina e il villaggio Limina sono anche punti referenti della Ciclovia dei Parchi della Calabria, da Laino Borgo a Reggio Calabria.

## Società

### Evoluzione demografica
Abitanti censiti

### Lingue e dialetti
Il dialetto mammolese (Mammola) è considerato da numerosi studiosi, uno dei dialetti tipici Calabresi di grande interesse, perché frutto di tanti popoli che hanno abitato la cittadina fin dai tempi della Magna Grecia, pieno di molteplici influenze linguistiche quali l'arabo, francese, spagnolo, latino e il greco. Il dialetto è il meglio della genuinità espressiva e descrittiva spontanea e conserva ancora le tradizioni di usi e costumi nella formazione culturale e linguistica della popolazione locale. 		 A conferma dell'importanza del dialetto mammolese sono stati pubblicati, tesi di laurea, libri e due dizionari patrimonio culturale della storia linguistica nazionale. Il “Vocabolario Mammolese” (Editore Iriti, Reggio Cal. 2006), scritto da Remo Gargiulo (1938-2003), oltre ad una attenta ricerca sulle parole, viene descritto il significato in dialetto e poi tradotto in Italiano, un'opera di valore e di alta qualità letteraria. L'altro è stato il primo dizionario della Calabria scritto in dialetto, Vocabolario "Mammolese-Italiano" (Tip. Siclari, Reggio Cal. 1862), l'ideatore è stato il medico Francesco Muià (1821-1881) di Mammola.

## Cultura

### Gastronomia
Mammola ha una cultura gastronomica tradizionale di cucina tipica montanara e contadina e di prodotti tipici. La cucina offre vari piatti di tradizione, alcuni dei quali inclusi nell'elenco nazionale dei prodotti agroalimentari tradizionali del Ministero dell'agricolutra. La gastronomia del luogo si basa sulla rielaborazione di ingredienti semplici di tipico utilizzo contadino.

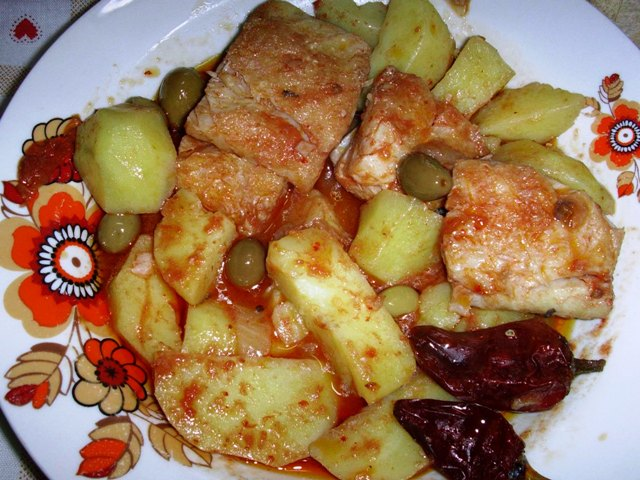
Stocco alla mammolese - Piatto tipico di Mammola e della Calabria

I prodotti tipici tradizionali sono: lo stocco di Mammola; la ricotta fresca e ricotta affumicata di Mammola, fatte con latte di capra; il Caprino della Limina; l'Olio extra vergine di oliva della Locride; i salumi al peperoncino piccante e finocchietto selvatico; le nacatole; la pizzata (pane di mais); il pane di grano casereccio al forno a legna.
In particolare lo "stocco", per la lavorazione della spugnatura e per la preparazione, ha fatto attribuire a Mammola il titolo di “Paese dello Stocco”. Ogni 9 agosto dal 1978 è organizzata la "Sagra dello Stocco".

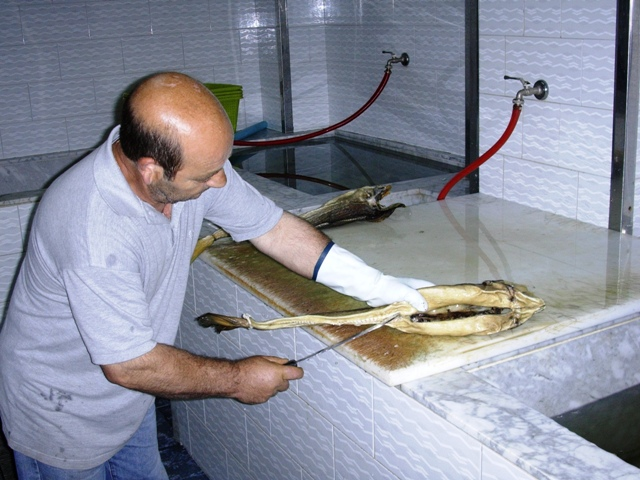
Lavorazione artigianale dello "Stocco di Mammola".

#### Prodotti tipici
- Stocco di Mammola; a base di pesce, è incluso nell'elenco nazionale dei prodotti agroalimentari tradizionali.
- Ricotta affumicata di Mammola; si ottiene dal latte di capra e ha sapore di formaggio fresco leggermente salato; ha consistenza morbida, vellutata al tatto e aroma affumicato; è cucinata di solito in una particolare forma fallica, simbolo di fertilità. La ricotta è utilizzata: a fettine negli antipasti tipici calabresi; grattugiata sulle paste caserecce, con maggiore stagionatura; a fine pasto, da sola o con un misto di formaggi, accompagnata con vino rosso. Il prodotto è incluso nell'elenco nazionale dei prodotti agroalimentari tradizionali.
- Formaggio caprino della Limina; formaggio prodotto con latte caprino, è un prodotto incluso nell'elenco nazionale dei prodotti agroalimentari tradizionali
- Olio extra vergine di oliva della Locride; è incluso nell'elenco nazionale dei prodotti agroalimentari tradizionali;
- Melanzane ripiene, è incluso nell'elenco nazionale dei prodotti agroalimentari tradizionali.
- Salumi (Capicollo, Pancetta, Soppressata, Salsiccia, Lardo).
- Pane "Pizzata" (mais) cucinata al forno a legna.

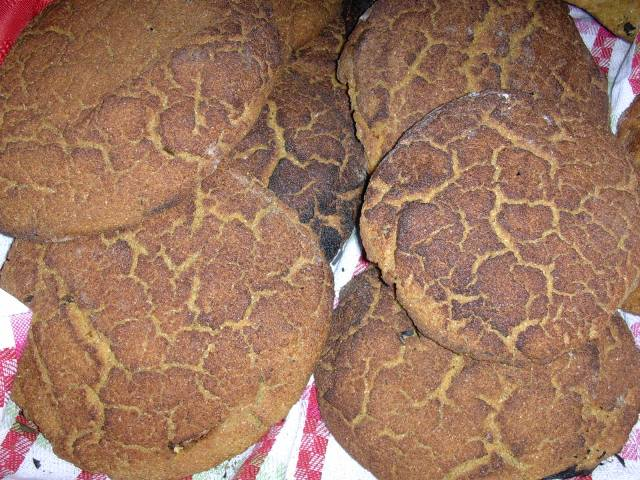
"Pane Pizzata" - Pane di mais tipico di Mammola.

- Pane Casereccio di grano e/o segale, al forno a legna.

#### Piatti tipici
- Stocco alla Mammolese; Stocco arrostito; Stocco con funghi; Stocco e fagioli; Insalata di Stocco; Melanzane ripiene con lo Stocco; Melanzane ripiene; Polpette alla mammolese pruppetti (con carne di maiale); Pasta fatta in casa con il junco con il buco e senza (con farina di grano e di segale macinate al mulino ad acqua); Insalata di funghi porcini e/o ovoli; Pasta con funghi; Frittelle di funghi alla Mammolese; Fagioli con funghi; Funghi fritti; Pasta e fagioli; Fagioli e zucca gialla; Fagioli, patate e zucca gialle; Baccalà alla contadina; Baccalà con olive nere; Pasta e ceci; Pasta e broccoli pasta e sponzi; Polenta con cime di finocchio selvatico; Le “Frittole” di maiale cotte nella cardara; Le Zeppole “zzippuli” con il ripieno di alice salate o di baccalà o stocco e la "Sguta" dolce tipico con l'uovo al centro.

### Eventi
- Festa della Madonna dell'Annunziata (25 marzo)
- Festa di San Giuseppe (19 marzo): processione e tradizionale cena con pasta e ceci
- Festa del Corpus Domini (maggio-giugno)
- Festa di sant'Antonio di Padova (13 giugno) nella quale i bambini vestiti in abiti bianchi con in mano un giglio distribuiscono dei pani
- Feste del “Buon ritorno e dell'ospitalità” (estate)
- Festa e fiera della Madonna dell'Assunta e della Montagna (15 agosto Villaggio Limina)
- Festa dei santi Cosimo e Damiano (quarta domenica di settembre)
- Festa della Madonna del SS. Rosario (7 ottobre)
- Eventi natalizi: festa delle capanne con degustazione dei prodotti tipici, processione notturna di Gesù Bambino

#### Feste di San Nicodemo

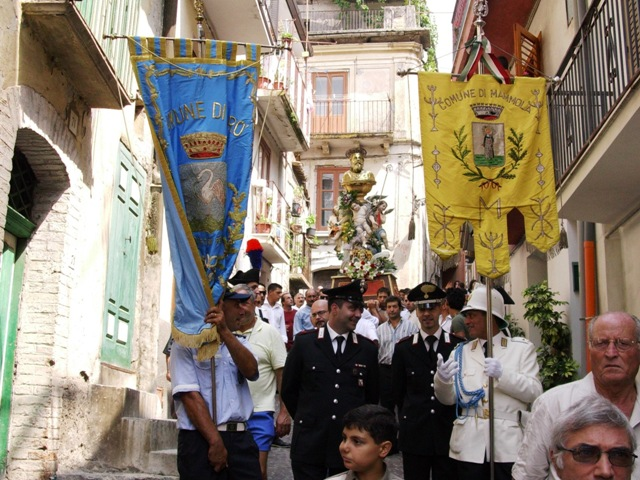
Processione di San Nicodemo - Prima domenica di settembre

I festeggiamenti in onore di San Nicodemo A.B. sono tre:
- il 12 marzo in ricordo della morte ed è Festa Patronale;
- la domenica successiva al 12 maggio al Santuario, in ricordo della nascita;
- venerdì, sabato e la prima domenica di settembre: grandi festeggiamenti tradizionali in onore di San Nicodemo A.B., con tradizionale fiera nelle piazze Magenta e Ferrari, in ricordo della traslazione delle reliquie dall'antico Monastero del Kellerana a Mammola:
  - venerdì mattina Pellegrinaggio a piedi al Santuario alla Limina;
  - sabato pomeriggio Processione del Santo con le Reliquie alla Grancia Basiliana di San Biagio;
  - domenica mattina Processione del Santo per le vie del paese;
- tutti i venerdì di luglio e agosto: pellegrinaggio a piedi, raduno Largo Magenta ore 5,00 percorrendo il Sentiero dei Greci la Seja per raggiungere il Santuario di San Nicodemo A.B. alla Limina.

#### Riti della Settimana Santa
Mammola, come altri comuni della Calabria, conserva alcune tradizioni dei riti pasquali, in particolare le due processioni religiose, quella del venerdì santo e della domenica di Pasqua:

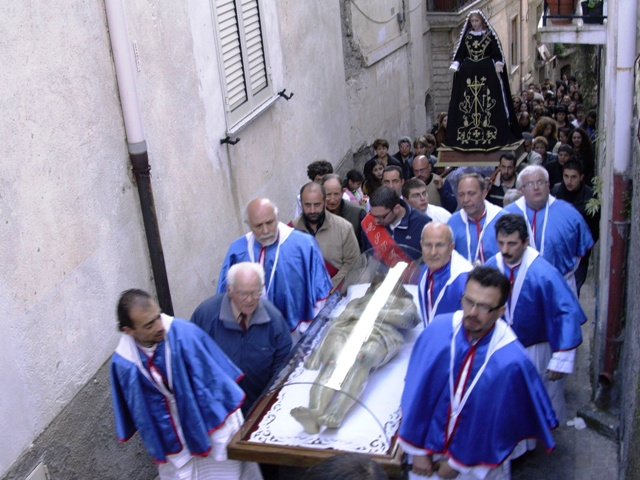
Antica Processione del Venerdì Santo al Monte Calvario

- Domenica delle Palme: Nella mattinata inizia la benedizione delle Palme e degli Ulivi nella piazzetta antistante la Chiesa Annunziata, poi la breve Processione fino alla Chiesa Matrice per la celebrazione della messa;
- Sera di Giovedì Santo: Visita ai Sepolcri nelle chiese durante la serata e messa con la lavanda dei piedi ai rappresentanti delle due confraternite, dell'Annunziata e del S.S. Rosario in abiti tradizionali;
- Processione del Venerdì Santo: processione con la Madonna Addolorata e Cristo Morto al Monte Calvario, le statue sono portate dalle due confraternite che indossano abiti tradizionali;
- Processione domenica di Pasqua con la “Sbelata”: Processione con la tradizionale Sbelata (incontro tra la Madonna e Cristo Risorto) in Piazza Ferrari;
- Domenica successiva a Pasqua: processione pomeridiana della Madonna dell'Annunziata, per le vie del paese, accompagnata dalla banda musicale e da fuochi d'artificio con la partecipazione delle due confraternite, dell'Annunziata e del S.S. Rosario.

#### Manifestazioni gastronomiche

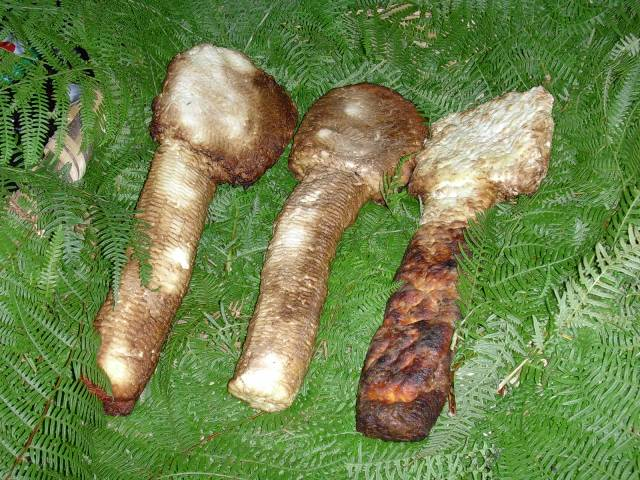
Ricotta Affumicata Tipica di Mammola

- Festa della Ricotta Affumicata (luglio), con vendita della ricotta e dei formaggi caprini ed esibizione di pastori che suonano la zampogna, la “pipita” e l'organetto, al ritmo della tarantella.
- Sagra dello Stocco (9 agosto): degustazione di piatti tipici a base del pesce stocco di Mammola accompagnata da balli e canti dei gruppi folkloristici locali. A chiusura della sagra si balla la caratteristica “pupazza infuocata” al ritmo di tarantella.
- Festa del Fungo e dei prodotti della montagna (ultima domenica di ottobre): la festa si tiene presso il rione Scali ed è contraddistinta dalla degustazione di piatti della tradizione gastronomica mammolese, prevalentemente a base di funghi, e accompagnata da tarantelle e canti "alla ricottara" eseguiti al suono di antichi strumenti musicali.

## Geografia antropica

### Frazioni
Le frazioni sono numerose: Borgo Chiusa, San Todaro, Aspalmo, Reito, Acone, Malafrinà, Piani di Canalo, Cerasara, Pilla, Villaggio Limina, San Nicodemo, Cardeto, San Filippo, Santa Barbara, Neblà, Brucuvelano, Celano, Russo, Giacco, Caderni, Sansone, San Sergio, Protì.

## Economia
L'economia di Mammola si basa sull'agricoltura, pastorizia e sul turismo, grazie ai suoi prodotti tipici, alla sua tipica gastronomia, agriturismo, artigianato, storia e arte. Oggi Mammola  con i suoi numerosi ristoranti, è considerata punto di riferimento della gastronomia calabrese e nazionale, con il suo caratteristico “Stocco”, cucinato in vari modi. Altri prodotti che vengono lavorati e trasformati per essere immessi sul mercato sono: stoccafisso o pescestocco, baccalà, formaggi, ricotte fresche e affumicate, salumi, olio extra vergine, pane casereccio, funghi, ortaggi e verdure sott’olio e sott’aceto, legna da ardere per caminetti e forni per panetterie e pizzerie. Attrattive del territorio, che rendono Mammola meta turistica ricercata e apprezzata  sono: il Santuario di San Nicodemo con le sue preziose reliquie, l’arte del Parco Museo Santa Barbara, il caratteristico borgo medievale, la montagna con i boschi secolari e la caratteristica macchia mediterranea sempre verde.

## Infrastrutture e trasporti
Mammola si raggiunge sia dalla costa tirrenica sia da quella jonica.
- Il comune è attraversato dalla S.G.C. SS 682 Jonio-Tirreno (Gioiosa-Rosarno) che conduce a nord verso Rosarno (A3 SA-RC) e a sud verso Marina di Gioiosa Ionica (SS 106).
- Il centro storico è attraversato dalla SP 5 ex Strada statale 281 di Rosarno e Marina di Gioiosa Jonica (Marina di Gioiosa Ionica-Passo della Limina-Rosarno)
- Mammola è servita con autobus, dalle ditte Ferrovie della Calabria e Federico: da Reggio Calabria, Rosarno, Polistena, Gioia Tauro, Palmi, Marina di Gioiosa Ionica, Siderno, Locri e Cosenza-Rende Università della Calabria.
- Le stazioni ferroviarie sono: Stazione di Rosarno (28 km) e Marina di Gioiosa Jonica (10 km)
- Gli aeroporti più prossimi sono: Aeroporto di Lamezia Terme (90 km) e Aeroporto di Reggio Calabria (90 km)

## Amministrazione
| Periodo        | Periodo        | Primo cittadino           | Partito                              | Carica  | Note   |
| -------------- | -------------- | ------------------------- | ------------------------------------ | ------- | ------ |
| 9 luglio 1988  | 15 giugno 1993 | Antonio Franconeri        | Democrazia Cristiana                 | Sindaco | [ 9 ]  |
| 21 giugno 1993 | 28 aprile 1997 | Antonio Longo             | Partito della Rifondazione Comunista | Sindaco | [ 10 ] |
| 28 aprile 1997 | 14 maggio 2001 | Antonio Longo             | Lista civica di centro-sinistra      | Sindaco | [ 11 ] |
| 14 maggio 2001 | 30 maggio 2006 | Bruno Romeo               | Lista civica di centro-sinistra      | Sindaco | [ 12 ] |
| 30 maggio 2006 | 17 maggio 2011 | Antonio Longo             | Lista civica                         | Sindaco | [ 13 ] |
| 17 maggio 2011 | 7 giugno 2016  | Antonio Longo             | Lista civica                         | Sindaco | [ 15 ] |
| 7 giugno 2016  | 5 ottobre 2021 | Stefano Filippo Raschellà | Lista civica                         | Sindaco | [ 17 ] |
| 5 ottobre 2021 | in carica      | Stefano Filippo Raschellà | Lista civica                         | Sindaco | [ 18 ] |

### Gemellaggi
- Mezdra, dal 4 febbraio 2007
- Candelo, dal 4 luglio 2009
- Saint-Clair-du-Rhône, dal 17 maggio 2010

## Sport
Le strutture principali sono il Campo Sportivo e il Campo di Calcetto che si trovano vicino al Fiume Chiaro. Mammola ha come squadra di calcio principale la ASD Mammola, che milita nel campionato di Seconda Categoria, il settore Giovanile e la Scuola Calcio.